# Plagionotus bisbifasciatus
Plagionotus bisbifasciatus är en skalbaggsart som beskrevs av Maurice Pic 1915. Plagionotus bisbifasciatus ingår i släktet Plagionotus och familjen långhorningar. Inga underarter finns listade i Catalogue of Life.